# بي بي سي أمريكا
بي بي سي أمريكا (بالإنجليزية: BBC America) قناة تلفزيونية تبث في الولايات المتحدة. تملكها شركة بي بي سي العالمية و شبكة إيه إم سي التلفزيونية.
اعتباراً من فبراير، 2015، 78,375،000 مليون أسرة في الولايات المتحدة (67.3% من الاسر التي تمتلك تلفاز) يتلقون بث قناة بي بي سي أمريكا.

## برامج القناة

### برامج حالية
- دكتور هو
- إكسترا غير
- أورفان بلاك
- برنامج غراهام نورتن
- كوابيس المطبخ
- الإنسان يواجه البرية
- كوكب الأرض
- كوابيس مطبخ رمزي
- ستار تريك: الجيل القادم
- توب غير

## وصلات خارجية
- الموقع الرسمي